# L'Indépendance belge
L'Indépendance belge est un quotidien publié à Bruxelles pendant plus d'un siècle. Fondé en 1831 par Marcellin Faure, qui lancera en 1850 un autre quotidien libéral, L'Étoile belge, il a bénéficié d'une renommée internationale au milieu du XIXe siècle. C'étaient les deux titres belges les plus lus avant 1870.

## Histoire

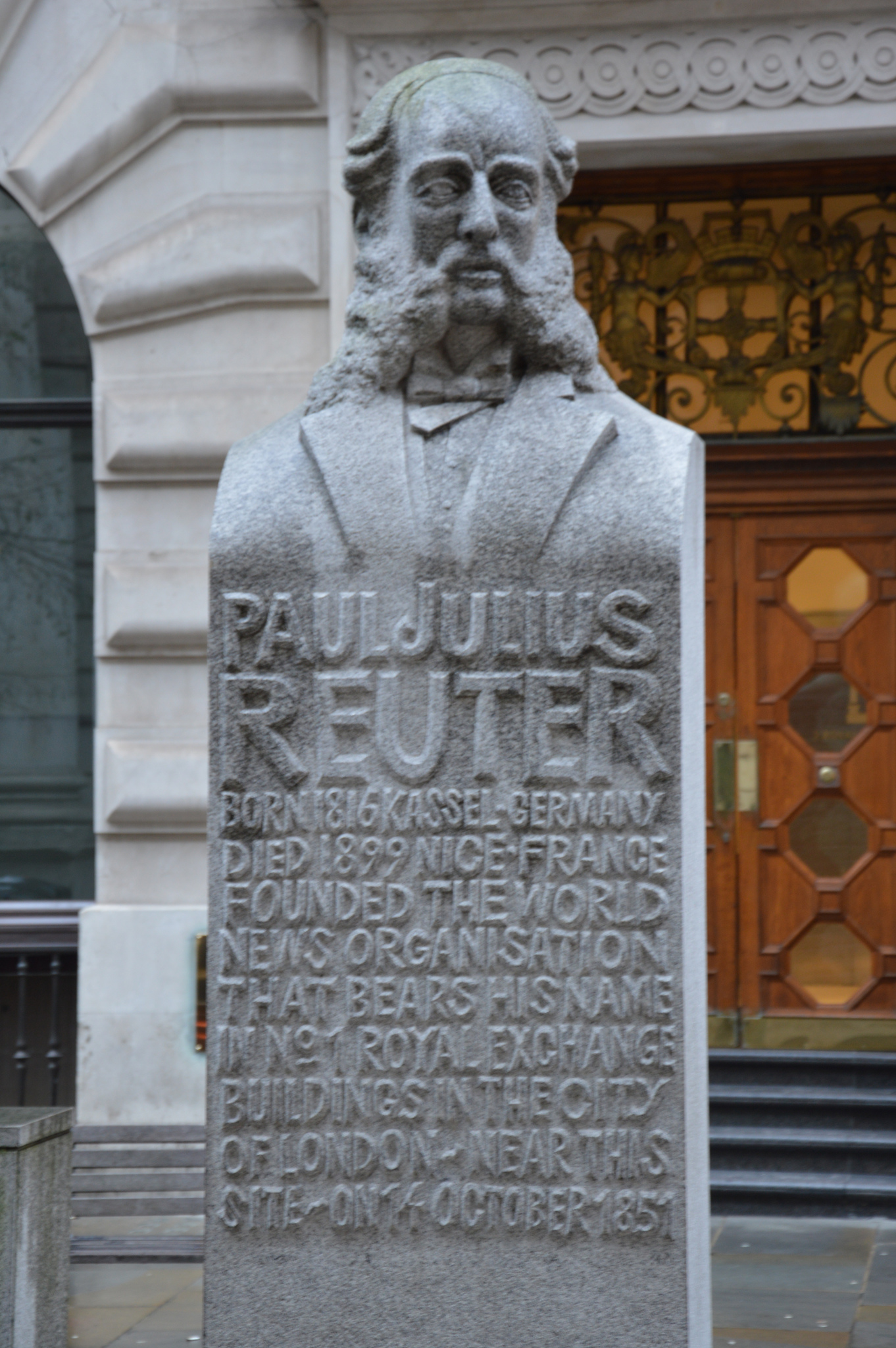
Statue de Paul Julius Reuter à la City de Londres. En 1850, L'Indépendance belge, son premier client, l’a convaincu d'installer son agence de presse à la frontière de la Belgique et de l'Allemagne, à Aix la Chapelle.

### La fondation en 1831
Le journal L'Indépendant fut fondé à Bruxelles en 1831, peu après l'Indépendance de la Belgique. C’est un organe de tendance libérale, appartenant à Marcellin Faure, dans lequel le gouvernement belge fit insérer ses actes officiels, jusqu’à la création d'un autre titre équivalent, le Moniteur Belge, journal officiel de la jeune Nation, rédigé par autre français, Philippe Bourson.
Dès 1840, le roi Léopold Ier souhaite la suppression d’un quotidien critique à l’encontre de son gouvernement et qui accuse, de surcroît, un déficit annuel de 40 000 francs. Il n'est pas le seul : Jean Théophile Anne de Ferrière le Vayer, ministre de France en Belgique, note en 1842 que « les théories les plus avancées des partis extrêmes de notre Parlement » se rencontrent « à l’état pratique » dans le jeune État belge, en profitant d'une « liberté illimitée de la presse ».
Marcellin Faure accepte de s'exiler, le journal cesse de paraître, mais il trouve rapidement un repreneur. En 1843, L’Indépendance belge se substitua à L’Indépendant. Le Bordelais Henri Édouard Perrot, réputé pour sa connaissance des chemins de fer en Belgique et ses liens dans les milieux économiques, crée une société en commandite pour son rachat. Le premier numéro de la nouvelle version est publié le 1er juillet 1843. Lorsqu'un important droit de timbre sur les journaux est supprimé en Belgique en 1848, il en bénéficie, mais subit toutefois également une concurrence plus vive.

### Perrot invite Reuters en Belgique
L'Indépendance belge se veut très tôt une source d'information reconnue sur l'actualité internationale, grâce à un réseau de correspondants étendu. Par une série d’innovations techniques et éditoriales, le titre s’assura un prestige que seul Le Temps de Paris et Times de Londres pouvaient lui disputer. À cette époque, Bruxelles était un centre financier cosmopolite, grâce à la neutralité politique du pays. En 1850, L'Indépendance belge favorise l'installation à la frontière belge, à Aix-la-Chapelle, de l'agence de presse Reuters, dont il est l'un des premiers clients, pour des informations télégraphiques venant d'Autriche et de Berlin. L'Indépendance belge explique alors que la presse et les financiers d'Angleterre, de France et de Belgique reçoivent ainsi « pour un coût très bas, les nouvelles importantes et cours de Bourse. »  Les centres d'affaires de Bruxelles et Anvers sont reliés par le train d'Aix-la-Chapelle, les autres par la poste, puis plus de 200 pigeons voyageurs. 
L'autre quotidien libéral bruxellois à succès, L'Étoile belge, est fondé, la même année, par Marcellin Faure, de retour en Belgique. L'historien Louis Hymans, successivement journaliste pour chacun des deux titres, a écrit sur les « visites occasionnelles » de Paul Julius Reuters, à L'Indépendance belge et du fait qu'il « pouvait parler sans fin des pigeons voyageurs et du télégraphe. » L'agence de presse Reuters s’implantera en 1851 à Londres et connaitra un énorme succès.

### Les critiques de Napoléon III

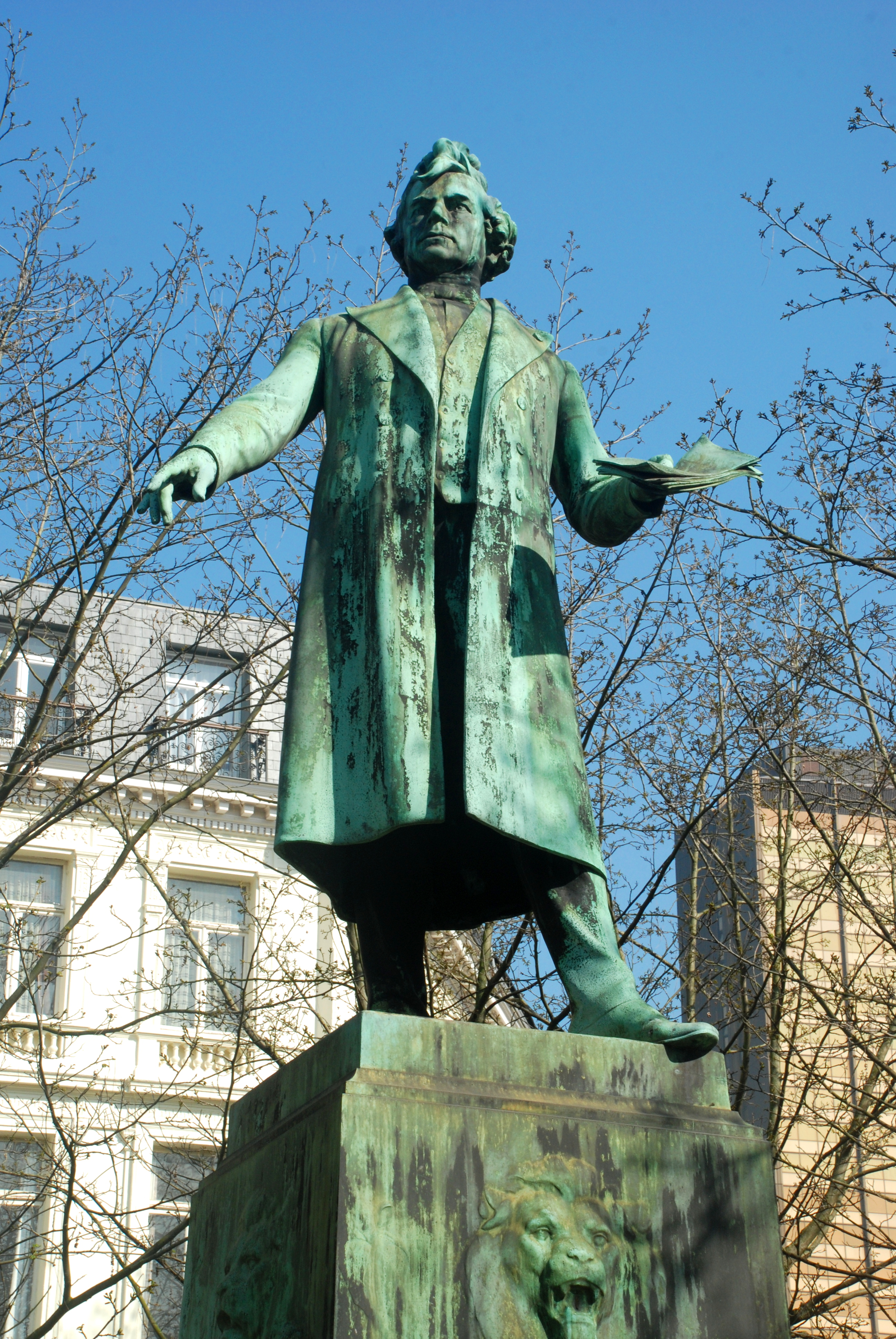
Monument Charles Rogier à Bruxelles. Il a tenté de pacifier les relations du journal avec Paris.

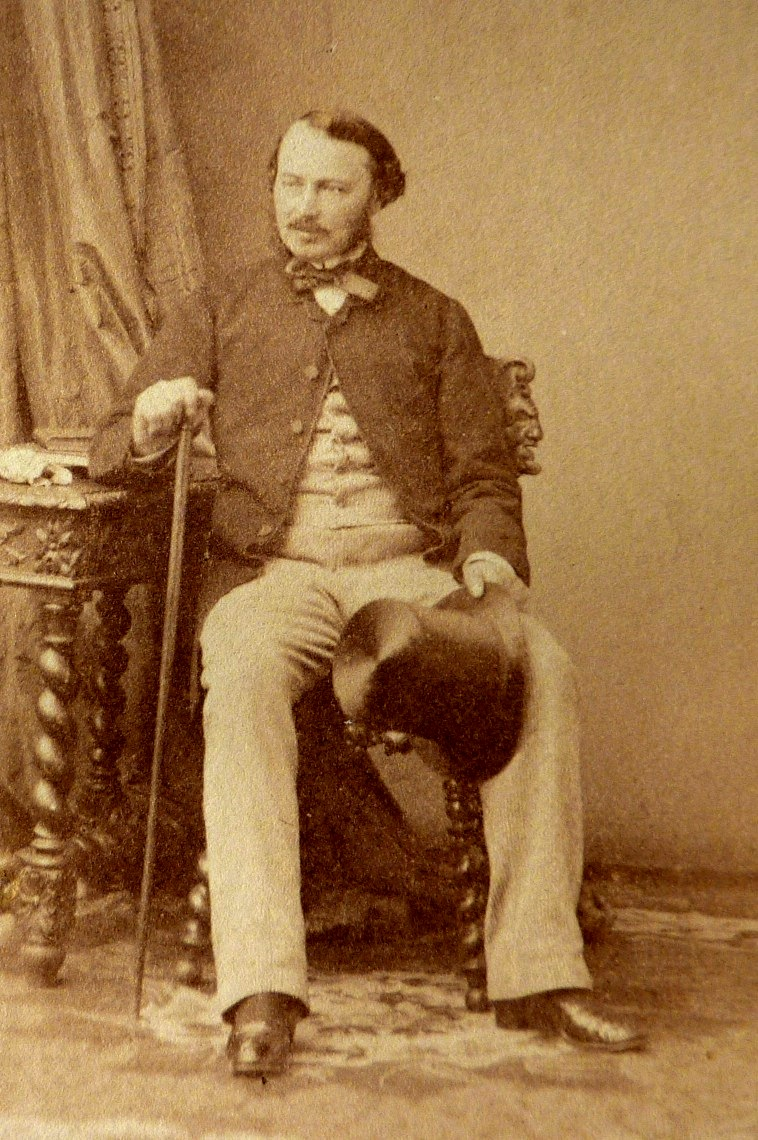
Le duc de Persigny, ministre de l'Intérieur français, interdit le journal en France

Au début des années 1850, deux émissaires de Napoléon III s’invitent à la table du propriétaire de L'Indépendance belge, introduits par un médiateur, le prestigieux ministre belge Charles Rogier. Ils tentent en vain d’amener Henri Édouard Perrot à plus d’aménité envers le gouvernement français, car il désormais est le responsable d’un organe à l’audience  internationale. L'arrivée de L'Étoile belge change cependant la donne sur le marché bruxellois. C'est le premier journal belge à franchir la barre des 10 000 abonnés. Il en a rapidement plus de 11 000, en 1857, alors que les quinze journaux de Bruxelles n'en totalisaient que 25000 en 1850.
Dès 1856, Henri Édouard Perrot préfère transmettre L'Indépendance belge à un groupe de financiers  et la direction à un marseillais, Léon Bérardi, qui travaille avec lui depuis dix ans au journal. Henri d’Orléans, plus connu sous le titre de duc d'Aumale, qui réside en Grande-Bretagne, investit à l'époque dans la presse belge libérale et anti-Napoléon III. Léon Bérardi fait des ouvertures à son représentant à Bruxelles, l'Allemand Jules Joest, un des actionnaires de L'Indépendance belge. En 1858, Henri d’Orléans racheta les actions de ce dernier, pour devenir majoritaire au capital de L'Indépendance belge.
Bérardi subit lui aussi les foudres de Napoléon III. Le ministre de l'Intérieur Victor de Persigny interdit plusieurs fois son journal en France sous le Second Empire. Votre quotidien est « le journal de l'opposition » en France, celui que « toujours (…) on demande et lit dans les lieux publics », écrit Victor de Persigny à Léon Bérardi.

### Plus de 50 correspondants à l'étranger
Léon Bérardi ne se laisse pas impressionner et développe encore le réseau d'informateurs mis en place par son prédécesseur. Il entretient des relations suivies avec un ensemble de politiques et diplomates, belges et étrangers, qui deviennent les meilleurs informateurs de L'Indépendance belge jusqu'en 1870. Avec sa femme Claire Pierard, il reçoit le Tout-Bruxelles dans son salon et une très importante correspondance venue de toute l'Europe, ce qui en fait « le journal le plus lu » dans les capitales. 
L'Indépendance belge a près de 50 collaborateurs à l'étranger, (Paul Foucher, est le plus important des correspondants parisiens). C'est le journal « qui possède le plus de lecteurs sur tous les points du globe », grâce « en partie à ces informations rapides et multipliées, à ces dépêches, à ces correspondances que L'Indépendance belge reçoit de chaque pays », écrit en 1864 Maurice Block, ex-responsable de la statistique générale de France, qui collabore à la Revue des deux Mondes, au Journal des économistes, au Temps, ou encore au Journal des Débats. L'Indépendance belge « combat tout ce qui, dans les traités de commerce, les lois, les règlements administratifs, retarde (...) l'application complète de la liberté », observe-t-il.
Camille Berru, ex-rédacteur de L'Evénement, condamné au bagne par Napoléon III est secrétaire de la rédaction. La politique extérieure est suivie par Auguste Couvreur, plus tard député libéral et correspondant du Times de Londres, à Bruxelles, fonction reprise, à sa mort, par sa seconde épouse, l'écrivaine australienne Jessie Huybers. Il est assisté du Français François Hanno, de 1855 à 1884. Victor Considerant écrit régulièrement ses Souvenirs de voyage et son cousin l'historien Nestor Considérant couvre la politique intérieure, avec Jules-Paulin Landoy, l'oncle de Colette. Sidney Renouf y a publié, sous la signature « Y », une correspondance remarquable. Dans les pages littéraires, Gustave Frédérix succède à l'écrivain Émile Deschanel, qui a signé nombre de feuilletons. Gaston Bérardi est correspondant théâtral à Paris, où il signe aussi dans Le Figaro et Le Temps. Alexandre Dumas signe dans L'Indépendance belge dès son exil à Bruxelles en 1852. Un article d'Émile Deschanel racontant ses fêtes somptueuses, pour de « dangereuses espagnoles », est repris jusqu'à San Francisco, observe Victor Hugo, dans une lettre de 1863. Lors de la sortie triomphale du roman Les Misérables, œuvre interdite à Paris, Hugo se dit impressionné par la manière dont le quotidien couvre le grand banquet organisé à Bruxelles par son éditeur belge.

### Les relations américaines pendant la Guerre de Sécession

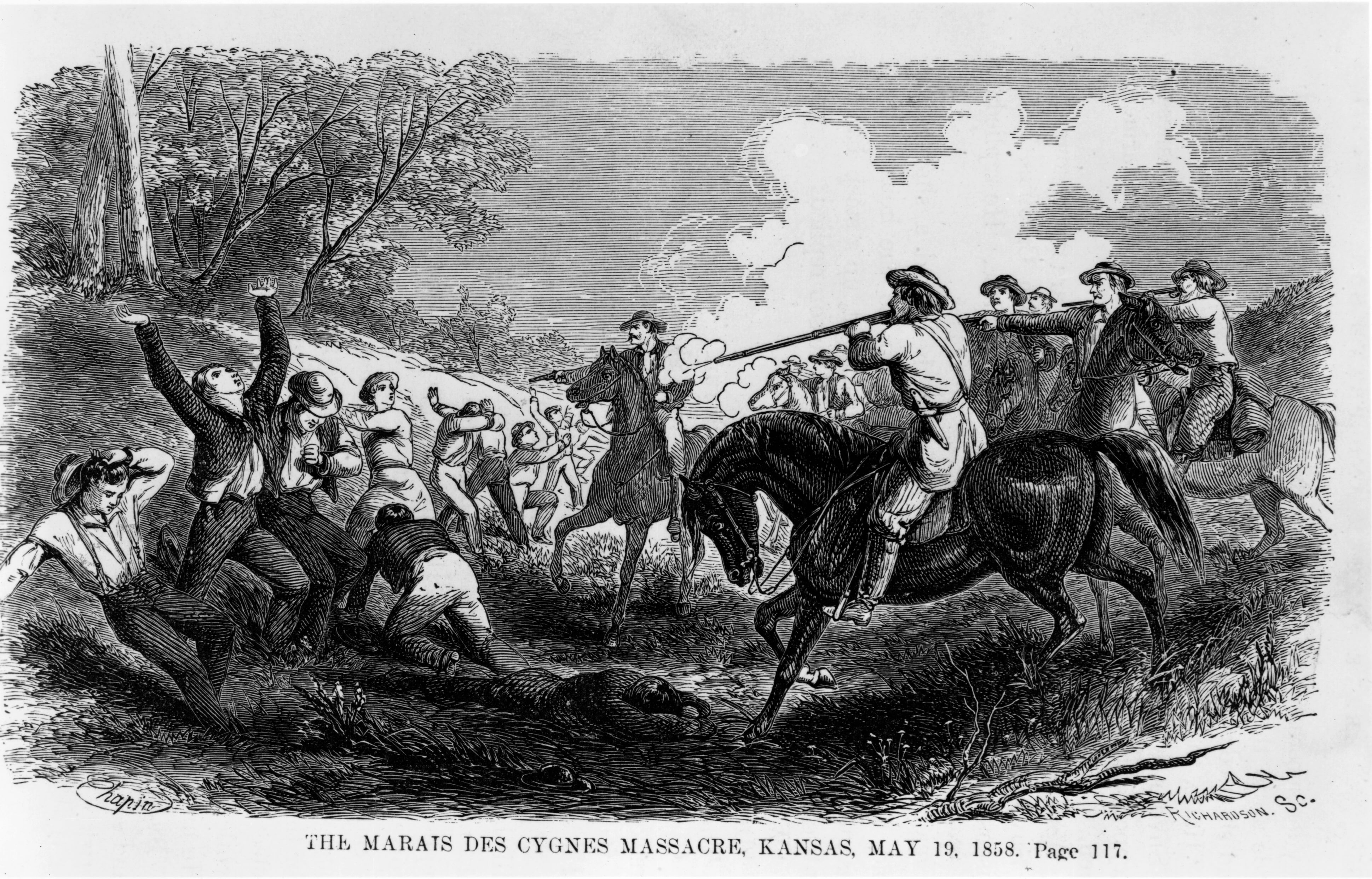
Massacre de partisans de l'abolition, Kansas, mai 1858, avant la guerre de Sécession, pendant laquelle L'Indépendance belge est courtisée par les deux camps unioniste et confédéré.

Pendant de la guerre de Sécession, H.S. Sanford, le représentant de Washington en Europe conçut le projet d'éditer à Bruxelles un journal qui serait en Europe le porte-parole officieux du Gouvernement de Washington. Le projet échoue mais, au début de la guerre, Sanford était entré en contact avec Louis Couailhac, correspondant de L'Indépendance belge à Paris et un autre journaliste. En mai 1862, L'Indépendance belge reçoit 6 000 dollars en échange de la traduction de textes américains. Washington espère que les opinions libérales belges et françaises pourront ainsi s'exprimer contre une éventuelle intervention de Napoléon III en Amérique. Mais, en juin 1862, dans le climat paranoïaque liée à la guerre, Marshall Talbot, l'agent américain à Bruxelles se plaint que le journal puisse avoir des sympathies pour la cause unioniste. Edwin de Leon (en), diplomate confédéré a rencontré Napoléon III. Il approche lui aussi L'Indépendance belge pour tenter d'obtenir le même service, mais plus tard et sans succès. Réticent à l'idée de payer pour ce genre de prestation, jugée onéreuse par le Secrétaire d'État des États-Unis William Henry Seward, les Nord-Américains vont abandonner l'idée.

### Un grand scoop sur l'Afrique

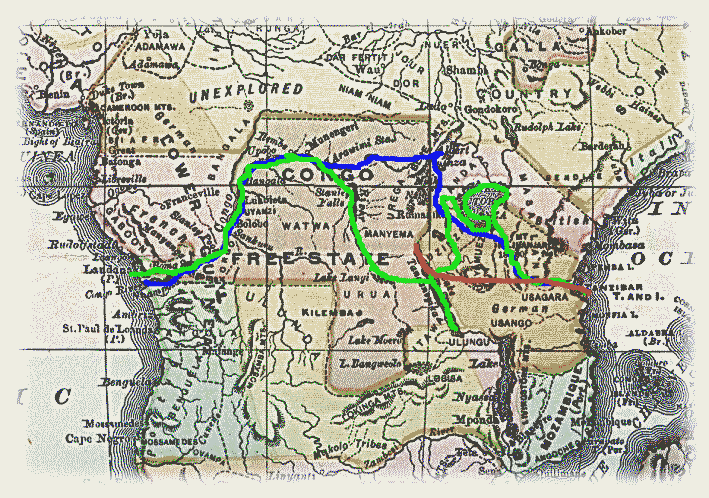
Les routes suivies par l'explorateur Henry Morton Stanley. En 1878, L'Indépendance belge décroche sa première interview à son retour du Congo

En 1873, la mort de l'explorateur David Livingstone, retrouvé deux ans plus tôt en Afrique par Henry Morton Stanley, l'envoyé spécial du New York Herald, créé un gros intérêt pour l'Afrique en Europe. Léopold II, roi des belges prend la tête d'une conférence internationale pour le développement du continent noir. En 1876, le journaliste franco-américain Gérard Harry est recruté par L'Indépendance belge après avoir été correspondant parisien du New York Herald. Deux ans plus tard, après un minutieux travail d'enquête et de documentation, il réussit à interviewer le premier l'explorateur Henry Morton Stanley, revenu du Congo, où il était parti pour le compte du quotidien américain. Stanley a découvert le cours du Fleuve Congo, depuis le sud du Maniema jusqu'à l'Atlantique. Il a ainsi "ouvert l'Afrique centrale à la civilisation". Le journaliste rédige rapidement un long article pour L'Indépendance belge et en télégraphie un résumé à l'Agence Havas, battant tous ses concurrents européens.

### La famille Bérardi vend le journal en 1898, après le succès duPetit Bleu
Léon Bérardi décède en 1897. Son fils Gaston Bérardi (1849-1929), directeur du journal depuis 1884, en cède la propriété à un groupe de capitalistes franco-belges, qui « n'avait acquis le journal que pour en faire un instrument de propagande pacifiste », selon Gérard Harry. Ce dernier donne sa démission. À la fin du siècle, le titre est considéré comme moins indépendant à l'étranger. Il reçoit des subsides de Londres et Paris. Son tirage tombe à 4 000 exemplaires. En Belgique, il perd de nombreux lecteurs, partis vers L'Étoile belge et le Petit Bleu du matin,  quotidien à un sou, imprimé sur papier bleuté, et rédigé sur le modèle de la Petite Presse. L'Indépendance belge l'a créé en 1893 sans penser qu'il serait rapidement plus rentable que sa maison-mère. "La Défense de l'œuvre coloniale est une des raisons même" de l'existence de ce nouveau quotidien, animé par Gérard Harry, qui le rachète avec un groupe d'amis en 1898, au moment où des investisseurs parisiens prennent le capital de l'Indépendance belge. Le Petit Bleu du matin sera lui-même racheté par le millionnaire Georges Marquet en 1910. Durant cette époque, avant 1914, Roland de Marès est rédacteur-en-chef.

### L'Union nationale face au nazisme, sous la plume de René Hislaire

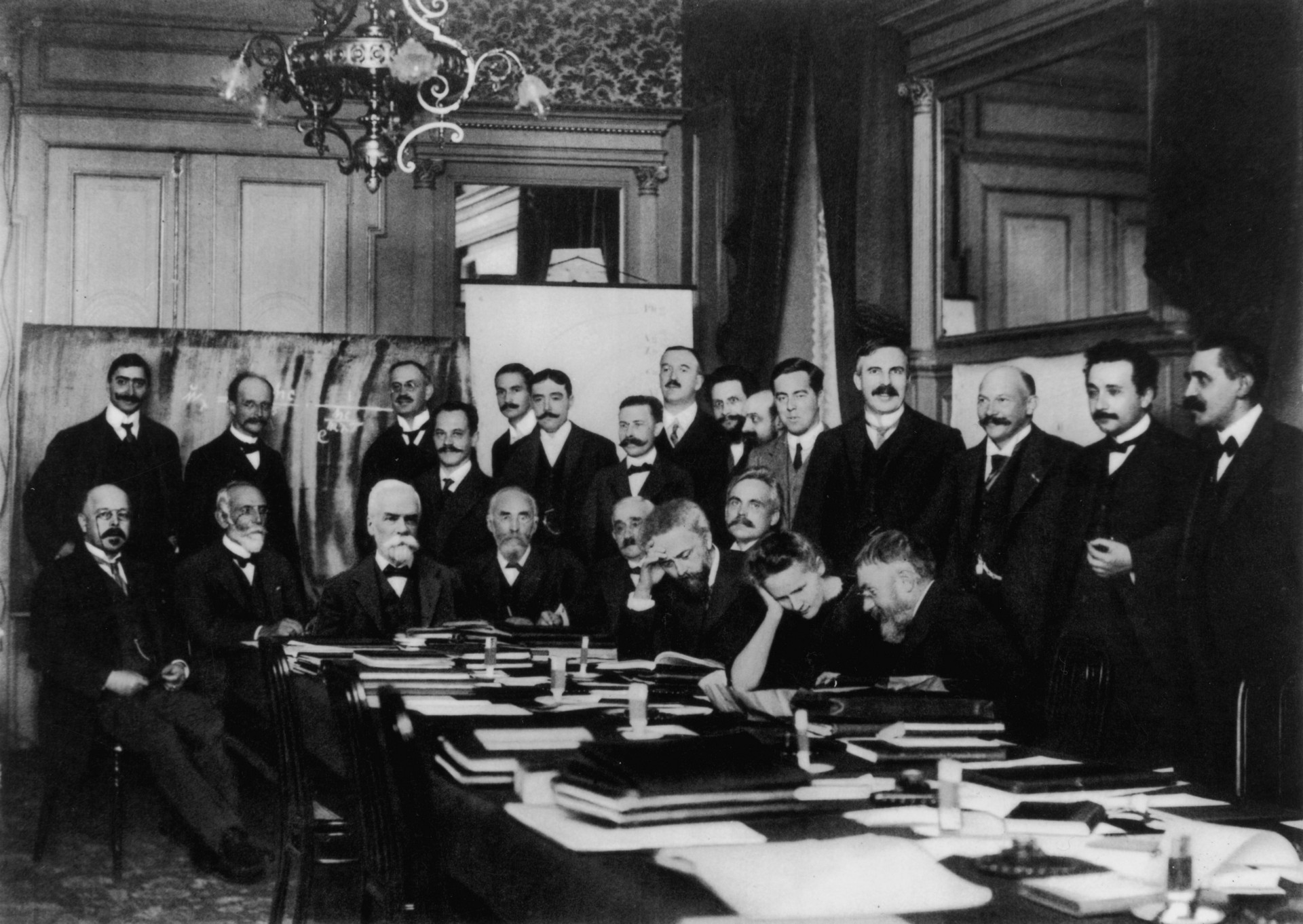
Ernest Solvay, troisième assis en partant de la gauche, lors du Congrès Solvay de physique de 1911. En 1936, il acquiert L'Indépendance belge.

Durant la Première Guerre mondiale, la Belgique est envahie par les Allemands. L'Indépendance belge poursuit sa parution en France puis en Grande-Bretagne. Dans les années 1920, le quotidien libéral veut se rénover. Il recrute en 1931 un fervent catholique, l'entreprenant René Hislaire, rédacteur en chef de La Nation belge, un quotidien fondé en 1918 par son oncle, Fernand Neuray, ex-rédacteur en chef jusqu'en 1914 du Vingtième Siècle, où travaillera après la guerre Georges Rémi, l'auteur de Tintin. Parmi les rédacteurs, figure, de 1923 à 1925, le bourgmestre de Bruxelles, Adolphe Max qui écrit sous le pseudonyme de Gorgibus. 
L'économiste catholique Paul Van Zeeland est nommé premier ministre en 1935. Face à la montée du nazisme, il lance une politique sociale et dévalue le franc belge. René Hislaire devient son chef de cabinet. En novembre 1936, il convainc le milliardaire de la chimie Ernest Solvay de racheter L'Indépendance belge, déjà acquis à sa cause. Pour consolider ce soutien, René Hislaire retrouve, en 1937, la rédaction en chef. Le journal prend la tête d'un consortium associant aussi L'Étoile belge, le Neptune d'Anvers et le Moniteur des Intérêts matériels. En février 1938, les reportages en Allemagne de René Hislaire, repris par les journaux du consortium, constatent avec lucidité que les nazis bénéficient d'un soutien populaire. Hislaire ressent déjà "une aversion profonde pour le nazisme", depuis la couverture des Jeux Olympiques de Berlin de 1936 et des congrès nazis à Nuremberg. En 1938, L'Indépendance belge est toujours l'un des principaux quotidiens de Bruxelles avec 20 000 exemplaires. Mais l'Allemagne envahit la Belgique le 10 mai 1940. Trois jours après, L'Indépendance belge publie son ultime numéro. Menacé de mort, René Hislaire se réfugie aux États-Unis. À New-York, il fonde Belgium, bulletin de liaison voulu par Gouvernement belge en exil.

## Chronologie
- 1831 : Marcellin Faure fonde L'Indépendant à Bruxelles.
- 1843 : Henri Édouard Perrot rachète L'Indépendance belge à Bruxelles.
- 1850 : Marcellin Faure fonde L'Étoile belge à Bruxelles.
- 1853 : Henri d’Orléans devient actionnaire de L'Étoile belge.
- 1854 : Joseph-Ferdinand Toussaint devient actionnaire de L'Étoile belge.
- 1856 : Léon Bérardi rachète la majorité de L'Indépendance belge.
- 1856 : Henri Édouard Perrot transmet L'Indépendance belge à un groupe de financiers.
- 1857 : L'Étoile belge a 11300 abonnés.
- 1858 : la famille Madoux devient actionnaire de L'Étoile belge.
- 1858 : Henri d’Orléans devient majoritaire dans L'Indépendance belge.
- 1863 : Gustave Lemaire recruté par Alfred Madoux à L'Étoile belge.
- 1871 : Alfred Madoux monte au capital de L'Étoile belge.
- 1874 : Alfred Madoux acquiert ce qui reste actions d'Henri d’Orléans
- 1876 : Gérard Harry, ex-correspondant parisien du New York Herald est recruté par L'Indépendance belge à Bruxelles.
- 1878 : Gérard Harry a le scoop de l'interview d'Henry Morton Stanley.
- 1878 : Gaston Bérardi succède à son père Léon Bérardi à la tête de L'Indépendance belge.
- 1893 : L'Indépendance belge fonde le Petit Bleu du matin à Bruxelles.
- 1898 : L'Indépendance belge reprise par un groupe de financiers.
- 1898 : Gérard Harry rachète le Petit Bleu du matin.
- 1910 : Georges Marquet lui rachète le Petit Bleu du matin.
- 1910 : Georges Marquet rachète L'Étoile belge.
- 1931 : René Hislaire devient directeur de L'Indépendance belge.
- 1936 : Solvay rachète L'Indépendance belge.